# آزبورن (میسیسیپی)
آزبورن (به انگلیسی: Osborn) یک منطقهٔ مسکونی در ایالات متحده آمریکا است که در Oktibbeha County واقع شده‌است. آزبورن ۷۹٫۸۶ متر بالاتر از سطح دریا واقع شده‌است.